# Antônio Villas Boas
Antônio Villas Boas, född 1934, död 1992, var en brasiliansk jordbrukare som sade sig ha blivit bortförd av utomjordingar i december 1957.

## Berättelsen
Villas Boas och hans bror arbetade sent en kväll på ett fält. Ett starkt ljussken på himmelen närmade sig fältet, vilket skrämde bröderna som skyndade hem. Följande kväll återvände Villas Boas själv till fältet för att slutföra arbetet. Ljusskenet återkom runt midnatt och närmade sig fältet mycket snabbt. Villas Boas försökt bege sig därifrån, men traktorn stannade. Ljusskenet, vilket visade sig vara någon form av rymdskepp, landade och Villas Boas togs ombord av två varelser.
Ombord på skeppet utsattes han först för vad som verkade vara någon form av blodprov och fördes sedan till ett rum där han tvättades med någon slags vätska. Han lämnas sedan ensam. Efter en knapp halvtimme för två varelser in vad som verkar vara en liten kvinnlig varelse med tunt blont hår, inga ögonbryn eller ögonfransar, små öron, liten näsa, mun, haka och tunna läppar. Hennes kindben var höga, och hennes tänder vita. Villas Boas och kvinnofiguren genomförde ett samlag och hon skall ha förklarat för honom att målet var att förbättra utomjordingarnas ras med hjälp av mänskligt DNA. Då hon sedan gick pekade hon på sin mage, sedan på Villas Boas, och sedan, med ett leende, mot himmelen. Villas Boas tolkade detta som att kvinnan skulle återvända till honom senare. När hon avlägsnat sig tilläts Villas Boas ta på sig sina kläder igen och gavs en rundtur på skeppet. Därefter återvände han till sin traktor.
Hans berättelse publicerades i januari-mars-upplagan av Flying Saucer Review år 1965. Här undvek Villas Boas dock att berätta den del av historien som berörde samlaget. Även om Villas Boas hade njutit av den intima stunden med kvinnan, skall han efteråt ha känt skam, genans, och äckel.